# Щанов Олександр Іванович
Ща́нов Олекса́ндр Іва́нович (нар. 13 липня 1924, Іваново, СРСР — пом. 6 листопада 2009, Київ, Україна) — радянський футболіст, що виступав на позиції нападника у складі київських клубів «Динамо» та ОДО. Після закінчення кар'єри гравця тренував цілу низку українських футбольних клубів, працював у Спорткомітеті УРСР та Федерації футболу республіки. Заслужений тренер України.

## Життєпис
Футболом Олександр Щанов почав займатися у футбольній школі текстильної фабрики міста Іваново. Напередодні війни брав участь у матчах юнацького складу іванівської команди «Основа». З початком Великої Вітчизняної війни Щанов пішов добровольцем на фронт, воював на українських фронтах. Після звільнення України хлопця направили до Києва, де під керівництвом Семена Васильєва здійснювався відбір гравців для київського «Динамо». За рекомендацією ветерана «Динамо» Петра Лайка Щанова було зараховано в штат команди та оформлено на службу бійцем залізничної міліції.
У грудні 1945 року Щанова було переведено до лав першої команди, хоча виступав він переважно за дублюючий склад, де був одним з лідерів та провідних гравців. Виділявся на фоні партнерів філігранною технікою. У 1948 році в одному з матчів отримав важку травму коліна, однак від операції відмовився і продовжував грати з бинтами та наколінниками. Однак постійні рецидиви не дозволяли грати на повну силу. У 1949 році виборов «золото» у змаганнях дублюючих складів, а у сезоні 1952 року провів 1 матч у «срібному» сезоні першої команди.
З 1952 по 1954 рік Олександр Щанов тренував молодих футболістів київського «Динамо», згодом працював тренером у київській ФШМ та брав участь у матчах команди ОДО. У вересні 1955 року він очолює станіславський «Спартак», разом з яким виграє чемпіонат серед колективів фізкультури та виводить команду до класу «Б». У 1957 році повертається до Києва, однак після нетривалої роботи у місцевому «Арсеналі» знову їде до Станіслава, де очолює «Спартак» до 1959 року.
У 1960 році, після перебування у штабі київського «Арсенала», Щанова запрошують до Чернігова, де він бере активну участь у створенні команди майстрів «Авангард» та першим очолює новостворений клуб. Однак вже у травні того ж року повертається до Києва задля роботи у Федерації футболу УРСР. З 1962 по вересень 1963 працює асистентом тренера у харківському «Авангарді», звідки перейшов до київського СКА, де також був одним з помічників головного тренера.
У 1964 році Щанов в черговий раз повернувся до станіславського «Спартака», однак і третій його прехід не був тривалим — транзитом через столичний «Темп» Олександр продовжив роботу у Федерації футболу УРСР, де пропрацював до 1986 року. З лютого по червень 1986 року тренував юних футболістів у київській ДЮСШ № 1, а з червня до 1987 року — у ДЮСШ СКА (Київ).
Перебуваючи на пенсії, брав активну участь у роботі київської міської Федерації футболу.

## Нагороди
- Орден «За заслуги III ступеня»[2]
- Заслужений тренер України